# Vitesina 2"-O-ramnoside 7-O-metiltransferasi
La vitesina 2"-O-ramnoside 7-O-metiltransferasi è un enzima appartenente alla classe delle transferasi, che catalizza la seguente reazione:
S-adenosil-L-metionina + vitesina 2-O-β-L-ramnoside ⇄ S-adenosil-L-omocisteina + 7-O-metilvitesina 2-O-β-L-ramnoside
I flavonoidi vitesina e isovitesina 2-O-arabinoside non agiscono come substrati per l'enzima dell'avena (Avena sativa).